# Clan Lamont
Le clan Lamont est un clan écossais des Highlands. Le 26e et actuel chef du Clan Lamont est le Révérend Père Peter Noel Lamont, chef du nom et des armes du Clan Lamont. Le clan survit aujourd’hui sous la forme d'une société,  la Clan Lamont Society, formée en 1895. 
Son ancêtre Lauman vécut en Cowal en 1238. Le nom du clan est l'anglicisation d'un titre scandinave.

## Nom
Le patronyme Lamont a plusieurs origines. Il dérive du nom médiéval Lagman qui vient du vieux norois Logmaðr. Le nom  Logmaðr provient lui-même de log le pluriel de  lag signifiant "loi" et de maðr signifiant "homme".

## Histoire

La main rouge d'Ulster est reprise les provinces irlandaises d’Ulster et les descendants des Uí Néill.

### Origines du clan Lamont

#### Origines légendaires
Selon la légende, Lauman descend d’un prince irlandais de la dynastie O’Neill, Ánrothán Ua Néill, fils Áed, fils de Flaithbertach Ua Néill, roi d'Ailech et Cenél nEógain, mort en 1036. Le clan Lamont, comme d’autres clans parmi le clan MacEwen of Otter, le clan Maclachlan, le clan MacNeil of Barra, et les MacSweens, se réclament descendre d’Anrothan O'Neill, qui a quitté l’Irlande pour Kintyre au XIe siècle. Ainsi ils descendraient du Niall Noigiallach, haut roi d’Irlande, qui vécut entre le milieu du IVe et le début du Ve siècle.

#### Origines historiographiques
Vers l'an 500, le royaume irlandais de Dál Riata s'étendit de l'Ulster vers le sud-ouest de l'Écosse. D'après les traditions orales, cette invasion du territoire écossais fut menée par les trois fils d'Erc, roi de Dál Riata. C'est durant ces prémices du royaume écossais que la Pierre du Destin dite Pierre du Couronnement furent apportées par les Gaëls en Argyll. La Pierre du Couronnement fut ensuite apportée à Scone, capitale des Pictes du Sud. C'est là que les Pictes et les Scots s'unifièrent en 844, sous la direction de Kenneth MacAlpine.
Anrothan O'Neill, prince irlandais de la dynastie Uí Néill, convoita ce nouveau royaume écossais et abandonna son règne en Irlande pour s'installer en Argyll. De la lignée d'Anrothan naquit un seigneur important nommé Aodha Alainn O'Neil, qui eut trois fils : Gillachrist, Neill et Dunslebhe. Le fils de Gillachrist, Lachlan, fonda le clan MacLachlan, et le frère de Gillachrist, Neill, le clan MacNeil de Barra. Dunslebhe eut deux fils : Ewen et Fearchar. Ewen fonda le clan Ewen d'Otter, et le petit-fils de Fearchar fonda le clan Lamont.
Jusqu'au XIIIe siècle, le clan Lamont était connu sous le nom de Clann MacKerracher en l'honneur de Fearchar. Cependant, en 1235, sire Laumon signa une charte accordant des terres à l'abbaye de Paisley. De Laumon vient le nom moderne « Lamont », et le clan prit dès ce nom. Ses descendants, les premiers chefs du clan, étaient surnommés « le Grand MacLamont de tout Cowal » (en gaélique écossais : Mac Laomain mor Chomhail uile).
Les premières traces du clan datent du XIIIe siècle, quand Laumanus filius Malcolmi, nepos Duncani, filius Fearchar apparaît sur une charte féodale qui offre Kilmur et Loch Gilp et les terres de quas nos et antecessores nostri apud Kilmun habuerunt à l’abbaye de Paisley,,. Le nom de Lauman apparaît sur une autre charte, datée de 1295, Malcolmus filius er haeres domini quondam Laumani. Un document de 1466 concernant le monastère de Paisley et John Lamont prouve que ce Lauman était bien l’ancêtre du clan en indiquant que les terres de Kilfinan avaient été détenues par les ancêtres de John Laumont. On dit qu’au temps de Lauman, la famille était connue sous le nom de Mac'erachar (fils de Fearchar), le grand-père de Lauman, qui vécut vers 1200,.
Les premiers chefs du clan sont décrits comme « les grands MacLamont de tout Cowall » (Mac Laomain mor Chomhail uile). En 1456 un John Laumont est bailli de Cowal. Plus tard vers 1463 les terres appartenant aux Lamont d’Ilk tombent aux mains de la couronne écossaise, et sont détenues pendant presque un siècle par une branche de la famille connue comme les Lamont d’Inveria.

### Les guerres d'indépendance de l'Écosse
Durant les guerres d'indépendance écossaise, sire John Lamont, petit-fils de Laumon et chef du clan, se rangea du côté des MacDougall de Lorne contre Robert de Bruce. La tentative des MacDougall de s'emparer du trône fut déjouée, et les Lamont ensouffrirent, tout comme leurs alliés. Une fois Robert de Bruce fermement assis sur le trône, lui et sa lignée exercèrent leur vengeance contre les clans qui s'étaient opposés à lui. En 1371, Robert II céda le siège héréditaire des Lamont à Dunoon à Sir Colin Campbell, chevalier noir de Loch Awe, partisan des Bruce.
Vers la fin du XIVe siècle, la quasi-totalité du territoire originel de Cowal appartenant au clan Lamont avait été perdue au profit des Campbell. Malgré de nombreux mariages mixtes entre les clans Campbell et Lamont, les relations entre les membres des clans Campbell et Lamont restèrent tendues.

### Le XVe siècle
En 1400, trois courtisans du roi Robert II profitèrent de l'absence de leur seigneur au château de Rothesay. Traversant Cowal pour une partie de chasse, ils rencontrèrent et violèrent trois femmes Lamont. Furieux, les hommes du clan Lamont rattrapèrent les trois courtisans et les assassinèrent sauvagement. L'incident fut rapporté au roi, qui punit le clan Lamont en lui confisquant près de vingt kilomètres carrés de terres vers Strath Echaig et en les octroyant aux Campbell. Du fait de cette domination croissante sur les terres des Lamont, le clan Campbell affirma avec encore plus d'audace son pouvoir sur l'Argyll, et plus particulièrement sur le Cowal. Que ce soit par la contrainte ou par bonté, en 1442, le chef du clan Lamont autorisa le fils aîné de sire Duncan Campbell à être enterré à l'ancienne église de Kilmun, sur le Holy Loch, à l'intérieur des limites du territoire des Lamont. Les Highlands étaient impraticables en raison des chutes de neige, ce qui justifia cette demande. Campbell demanda alors au pape de fonder une collégiale sur le site. Le pape accepta, et sire Duncan Campbell fit ériger le bâtiment. Il transforma l'église en lieu de sépulture pour les chefs Campbell, et elle le demeure encore aujourd'hui.
En 1472, le clan Campbell reçut une charte pour les terres autour de Dunoon, et ils procédèrent à la transformation du château en leur siège principal.

### le XVIe siècle
Malgré la rivalité entre les deux clans, les clans Campbell et Lamont s'allièrent en 1544, sans succès, pour vaincre une expédition anglaise qui traversait le Firth of Clyde en direction de l'Écosse. Henri VIII souhaitait kidnapper la jeune Marie, reine d'Écosse, et l'élever pour qu'elle épouse son héritier. Bien que l'alliance Campbell/Lamont ne parvint pas à arrêter les forces anglaises, les combats donnèrent au comte de Lennox suffisamment de temps pour escorter Marie jusqu'au château de Stirling et sauver la maison des Stuart.

### le XVIIe siècle

#### L’hospitalité de MacGregor
Une histoire d’hospitalité et de chevalerie concernant le clan Lamont et le clan Gregor est contée depuis longtemps dans les Highlands. L’histoire se déroule vers 1600. Le fils du chef du clan Lamont et le seul fils de MacGregor de Glenstrae, chef du clan Gregor, chassent ensemble sur les rives du Loch Awe. Lorsque la nuit tombe, ils établissent un camp, mais viennent à se disputer, et Lamont en vient à prendre sa dague et à blesser mortellement MacGregor. Lamont fuit, poursuivi par les partisans de MacGregor, furieux, et se perd en chemin, avant d'arriver finalement au château des MacGregor. Entendant que Lamont fuit pour sauver sa vie, MacGregor lui promet de le protéger. Il devine toutefois que son fils est certainement la victime, mais se considère obligé d’offrir l’hospitalité comme le demandent les lois des Highlands. Lorsque les poursuivants de Lamont arrivent, MacGregor est fidèle à sa parole et protège Lamont de la vengeance de ses hommes,. Plus tard, alors qu’il fait encore nuit, MacGregor conduit personnellement Lamont à Dunderave sur Loch Fyne et lui laisse même un bateau,.
Des années plus tard un homme apparait au château de Toward demandant désespérément un abri. L’homme est MacGregor de Glenstrae. Celui-ci a été dépossédé de ses biens et fuit pour sa survie. Le chef des Lamont se souvient alors du comportement de MacGregor et le prend sous sa protection. Le vieux MacGregor vit avec les Lamont pendant des années jusqu'à sa mort sa mort, et est enterré avec honneur dans le cimetière de la chapelle Sainte-Marie.

#### Les guerres anglo-écossaises
Avec le début des guerres des Trois Royaumes, Lamont reçoit une lettre de Charles Ier lui demandant d’écraser les rebelles, qui ne sont autres que les Campbell. Toutefois, le chef des Lamont est contraint de rejoindre les forces supérieures en nombre du comte d’Argyll, bien qu’il soit un sympathisant royaliste. Après la bataille d’Inverlochy, en Irlande, sire James est relâché par les royalistes, victorieux, et rejoint les troupes de James Graham, marquis de Montrose, et soutient activement la cause royaliste. Il rejoint les forces d’Alasdair MacColla et ensemble envahissent les terres des Campbell. Le frère de James, Archibald, mène une armée à travers Loch Long et avec le contingent irlandais de MacColla il débarque au Point of Strone. Leurs forces ravagent ensuite une importante zone qui se trouvait sous le contrôle des Campbell. Les Lamont sont particulièrement violents en North Caowall et à Dunoon, où les Campbell avaient par le passé eux-mêmes massacré les Lamont. Les hommes de MacColla et les Lamont commettent également des atrocités lors de l’attaque de la tour de Kilmun. Une fois que les défenseurs de la tour se furent rendus, ils furent tous massacrés alors qu’on leur avait promis la vie sauve. James ravagea les terres de Strachur, tuant 33 hommes femmes et enfants. Ses forces emmènent 340 têtes de bétail et chevaux.

#### Le massacre de Dunoon
Le moment la plus sombre pour le clan Lamont est le XVIIe siècle. En 1634, le chef du clan, sire James Lamont of that Ilk représentait les barons d’Argyll au Parlement. Deux ans plus tard, il fut révélé qu'il complotait avec des  partisans de la cause royaliste, dont d'autres chefs de clansles Macdonald de Sleat, Macleod de Dunvegan, Maclean de Duart, Stuart de Bute, et Stewart de Ardgowan. Lorsque Archibald Campbell, comte d’Argyll et chef du clan Campbell se rendit compte de son revirement, le marquis d'Argyll fut extrêmement furieux. En 1646, cent d’entre eux furent massacrés à Dunoon par leurs puissants voisins, les Campbell : Len mai 1646, alors que les Lamont séjournent aux châteaux de Toward et d’Ascog, ils sont assiégés par les Campbell qui comptent bien se venger. Le 1er juin 1646, les Campbell apportent un canon pour détruire les fortifications des Lamont. Deux jours plus tard, James Lamont rend sa soumission écrite et demande à ses hommes à Alscog de faire de même, demandant en échange la vie sauve. Les Campbell acceptent les termes de la capitulation des Lamont, mais ils emmènent cependant les garnisons qui se sont rendues vers Dunoon en bateau. Les forteresses des Lamont sont alors détruites et brûlées, James et ses plus proches parents sont amenés à Inverary et gardés dans le château de Dunstaffnage pendant les cinq années suivantes. Dans la cour de l’église de Dunoon une centaine de membres du clan sont condamnés à mort et exécutés. 36 des membres les plus importants du clan sont pendus dans la cour de l’église et enterrés dans une fosse commune, morts ou vivants. Après des années de captivité, James est amené au château de Stirling en 1651 pour répondre de ses actions avec MacColla lorsqu’ils ont ravagé l’Argyll. Lamont n’est finalement pas jugé, les troupes écossaises de Charles II d’Écosse envoyées en Angleterre ayant été défaites lors de la bataille de Worcester. Lamont est finalement relâché quand les forces d’Oliver Cromwell prennent Stirling.
En 1662, le leader du massacre, Sire Colin Campbell, fut jugé coupable et condamné à être décapité.

#### Le XVIIIe siècle
Exsangue, Le clan ne prit pas part aux révoltes jacobites.

#### Le XIXe siècle
Les chefs du clan Lamont vécurent à Ardlamont jusqu’à ce que leurs dernières terres furent vendues en 1893 par leur 21e chef, John Henry Lamont de Lamont, qui émigre ensuite en Australie.

### Le clan moderne
Le chef actuel est le révérend père Peter Noel Lamont, dont le nom est étendu en  of that Ilk, qui est membre du Standing Council of Scottish Chiefs. c'est un prêtre de l'église catholique, de la paroisse de Marayong (banlieue de Sydney), en Nouvelle-Galles du Sud.

#### Clan society
La société se réunit une fois par an et accepte l’adhésion de toute personne portant le patronyme Lamont ou un des noms associés. La Clan Lamont Society, fondée en 1895 pour préserver les valeurs et les traditions du clan, se réunit tous les ans et est gérée par un conseil formé du chef de clan, un président, deux vice-présidents, six conseillers, un secrétaire, un trésorier, et l’éditeur du journal du clan Lamont. La clan Lamont society a trois sortes de membres : « à vie », « annuel » et « provisoire », qui doivent payer respectivement 150 £, 25 £ et 5 £.
En 1906 un mémorial est érigé par la Clan Lamont Society à Dunoon. Le mémorial, qui consiste en une croix celtique, commémore les nombreux membres du clan qui ont trouvé la mort en 1646,.

## Généalogiie et génétique
Les Lamont prétendent descendre d’Anrothan O'Neill, un prince irlandais. La main située dans le crest badge fait allusion à cette ascendance proclamée, et est également un symbole de l'Ulster. 

## Profil du clan

Armoiries du Chef du Clan Lamont.

### Chef
- chef du clan : le révérend père Peter Noel Lamont of that Ilk, Chef de nom et d'armes de Lamont[12].

### Les insignes
- Crest badge : Note : le crest badge est fait à partir de l’heraldic crest et le slogan du chef du clan
  - Chief's crest : Une main coupée au poignet[4].
  - Devise : Ne parcas nec spernas ("N'épargne pas, ne m'eprise pas")[16].
- Clan badge : Note : on attribue plusieurs badges au clan,
  - le pommier sauvage[16].
  - Dryas (latin : Octopetala) (gaélique:Luidh Cheann)[3].
- Pibroch : Spaidsearachd Chaiptein Mhic Laomainn[3].

### Tartan

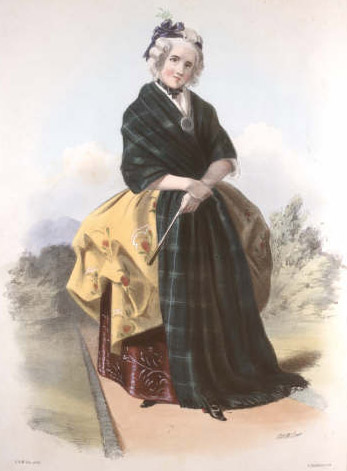
vision romantique d’un tartan Lamont de l’ère victorienne issu de The Clans of the Scottish Highlands de R. R. McIan, publié en 1845.

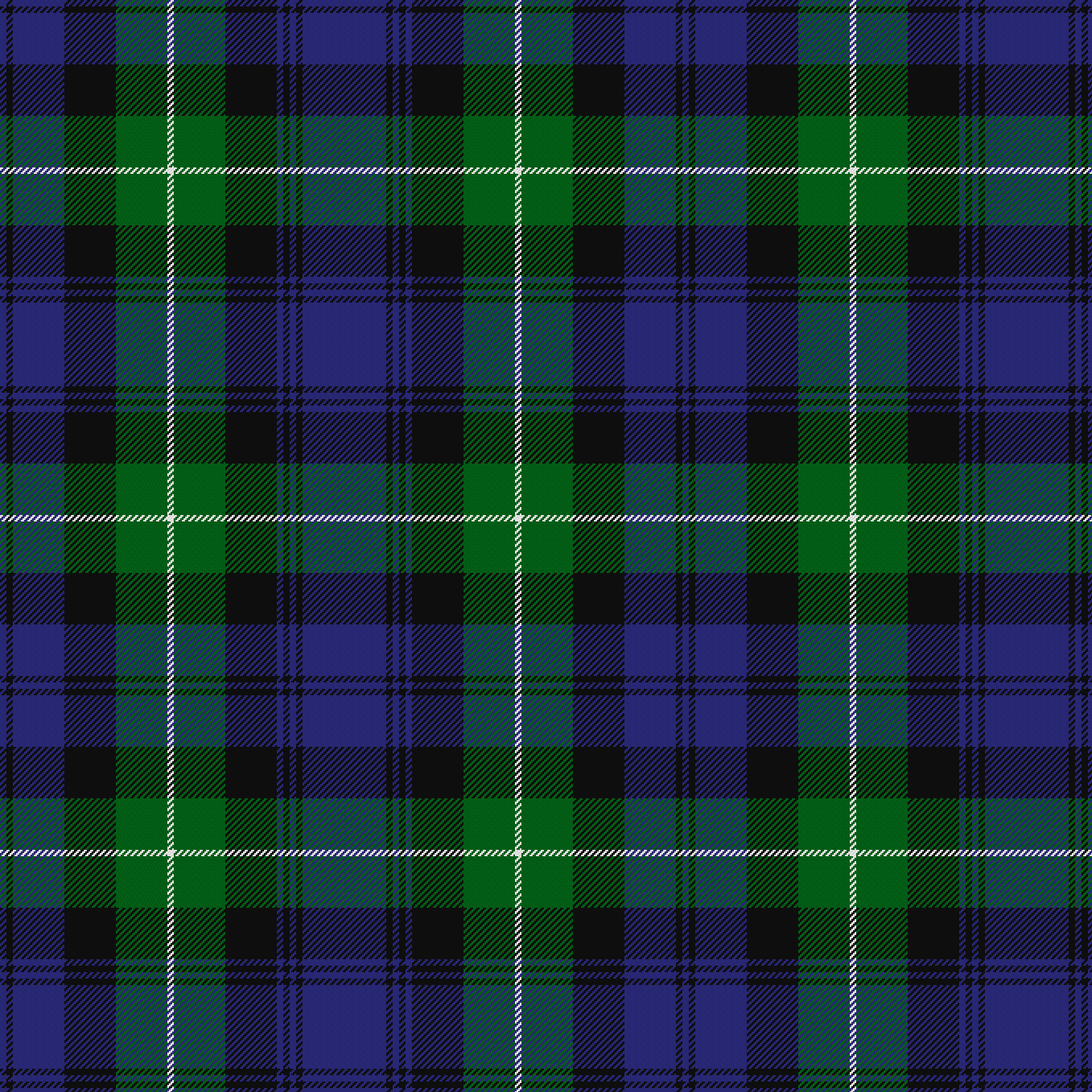
Le tartan du « clan Lawmond » apparaît dans le Vestiarium Scoticum de Sobieski Stuarts en 1845. du clan LamontLe tartan est dit en fausse symétrie, les doubles filets noirs sont alternativement au centre et en bordure de la bande bleue.

Le clan Lamont est proche du clan Campbell et leurs tartans en témoignent, ayant en commun un fond de bandes vertes et bleues séparées par une bande noire. Visuellement, le tartan des Lamont diffère de celui des Campbell au niveau des lignes centrales sur fond vert, qui sont blanches chez les Lamont et noires pour celui des Campbell.
À noter la fausse symétrie du tartan : les bandes bleues sont chargées alternativement d'un double filet noir central, et de deux doubles filets noirs latéraux, similaire en ceci au tartan du Black Watch.
Il y a un échantillon du tartan des Lamont dans la collection de la Highland Society of London qui porte le sceau et la signature du chef du clan datant de 1816.

### Noms associés
La liste de patronymes suivant est associée au Clan Lamont. Certains de ses noms sont toutefois également associés à d’autres clans.
- Aldownie, (et Aldowny)
- Bearden
- Black
- Blackie
- Blaik
- Blaikie
- Blake
- Blaker
- Blakey
- Broun
- Brown
- Burden
- Burdon
- Clement
- Lamant
- Lamb
- Lambie
- Lammie
- Lammon
- Lammond
- Lamon
- Lamond
- Lamond
- Lamondson
- Lamont
- Lander, (et Landers)
- Lemmon
- Lemmons
- Lemon
- Lemons
- Lemond
- Limon
- Limond
- Limont
- Lhomond
- Lomond
- Lucas
- Luck
- Luckie, (et Lucky)
- Luke
- MacAldowie
- MacAlduie
- MacClammie, (et MacClammy)
- MacClement, (et MacClements)
- MacCluckie, (et MacClucky)
- MacClymont
- MacEaracher
- MacErcher
- MacErracher
- MacFarquhar
- MacGilledow
- MacGillegowie
- MacGorie, (et MacGory)
- MacGorrie
- MacIldowie
- MacIlwham
- MacIlwhom
- MacInturner
- MacKerchar
- MacKerracher
- MacLammie, (et MacLammy)
- MacLamond
- MacLaren
- MacLemmon
- MacLemon
- MacLimans
- MacLucas
- MacLuckie, (et MacLucky)
- MacLugash
- MacLuke
- MacLusa
- MacLymont
- MacMunn
- MacPatrick
- MacPhunn
- MacSorley
- MacSurely
- Meickleam
- Meickleham
- Meikle
- Meikleham
- Meiklehem
- Meiklejohn
- Meiklem
- Munn
- Munt
- Paterson, (et Patersson)
- Patrick
- Phorich
- Sorlie, (et Sorly)
- Toward
- Towart
- Traverson
- Turner
- Von Alroth
- White
- Whyte
- Wilder
- Young